# Jerry Ito
Gerald Tamekichi “Jerry” Itō (12 de julio de 1927 – Los Ángeles, 8 de julio de 2007) actor y cantante estadounidense, que pasó gran parte de su vida profesional en Japón. Su padre era el bailarín y coreógrafo Michio Itō y primo del compositor Teiji Itō. Estuvo casado con Wakana Hanayagi. Murió cuatro días antes de su 80º aniversario a causa de una neumonía mientras luchaba contra un cáncer de estómago.

## Filmografía
| Año  | Título                                                              | Papel                        | Notas     |
| ---- | ------------------------------------------------------------------- | ---------------------------- | --------- |
| 1957 | Umi no yarodomo                                                     | Árabe                        |           |
| 1959 | Jan Arima no shûgeki                                                |                              |           |
| 1959 | El monstruo de dos cabezas                                          | Policía Superintendente Aida |           |
| 1960 | Pineapple butai                                                     | Sgt. March                   |           |
| 1961 | Mothra                                                              | Nelson                       |           |
| 1961 | La ultima guerra (Sekai daisenso)                                   | Uatokinsu                    |           |
| 1962 | Gekkyū dorobo                                                       |                              |           |
| 1962 | Nippon musekinin yaro                                               |                              |           |
| 1962 | The Monster (Kyofu)                                                 |                              |           |
| 1963 | Kokusai himitsu keisatsu: shirei dai hachigo                        | Rudolf Kent                  |           |
| 1963 | Yabunirami Nippon                                                   | John Machihei                |           |
| 1963 | The Elegant Life of Mr. Everyman (Eburi manshi no yūga-na seikatsu) |                              |           |
| 1963 | Ankokugai No. 1                                                     | Anpo                         |           |
| 1964 | You Can Succeed, Too (Kimi mo shusse ga dekiru)                     | Mr. McLeager                 |           |
| 1968 | Shin Abashiri Bangaichi                                             | Jimmy Nakata                 |           |
| 1977 | Golgo 13: Assignment Kowloon (Golgo 13: Kūron no kubi)              | Polanski                     |           |
| 1978 | UFO War: Fight! Red Tiger                                           |                              | TV series |
| 1978 | Los invasores del espacio (Uchu kara no messeji)                    | Comandante                   |           |